# Hautzendorf (Gemeinde Kreuttal)
Hautzendorf ist eine Ortschaft und Katastralgemeinde in der Gemeinde Kreuttal im Bezirk Mistelbach in Niederösterreich.

## Geografie
Das Straßendorf an den östlichen Ausläufern des Kreuttales liegt am Hautzendorfer Bach zwischen dem Kahlberg und dem Kreutberg auf einer Seehöhe von 207 m.

## Geschichte
Laut Adressbuch von Österreich waren im Jahr 1938 in der Ortsgemeinde Hautzendorf zwei Bäcker, ein Binder, ein Friseur, zwei Gastwirte, zwei Gemischtwarenhändler, eine Hebamme, ein Müller, ein Schmied, eine Schneiderin, ein Schuster, zwei Tischler, zwei Viktualienhändler, ein Zimmermeister und einige Landwirte ansässig.
Zum 1. Jänner 1968 erfolgte die Zusammenlegung der Gemeinden Hautzendorf, Hornsburg, Unterolberndorf zur Gemeinde Kreuttal.

## Bebauung
Der Ort ist überwiegend mit einer geschlossenen eingeschoßigen, traufständigen Verbauung mit Haken- und Dreiseithöfen sowie Gassenfronthäusern bebaut.

## Kultur und Sehenswürdigkeiten
- Katholische Pfarrkirche Hautzendorf hl. Lambert
- Kellergasse in Richtung Hornsburg

## Öffentliche Einrichtungen
In Hautzendorf befand sich bis 2019 ein Kindergarten. Dieser wurde anschließend mit dem neu gebauten Kindergarten in der Nachbarortschaft Unterolberndorf zusammengelegt.

## Verkehr
- Bahn: Hautzendorf hat eine Schnellbahnstation an der Außenstrecke der S-Bahn Wien nach Laa an der Thaya.